# Nina Liu
Pour les articles homonymes, voir Liu.
 (juin 2015).
Si vous disposez d'ouvrages ou d'articles de référence ou si vous connaissez des sites web de qualité traitant du thème abordé ici, merci de compléter l'article en donnant les références utiles à sa vérifiabilité et en les liant à la section « Notes et références ».
Nina Liu (née le 15 juin 1977 à Sydney en Australie) est une actrice australienne.

## Biographie
Elle a étudié la danse, et est diplômée de la Western Australian Academy Of Performing Arts en 2002.
Elle a débuté dans une campagne publicitaire, Do The Right Thing. 
Elle a joué dans Hartley, cœur à vif à partir de la saison 5.

## Filmographie

### Séries
- 1995 : Spellbinder : Lisa
- 1996 : Naked : Stories of Men : Mai
- 1996-1998 : Hartley, cœurs à vif : Mai Hem
- 1997 : Big Sky : Jasmina
- 1999 : Wildside : Teresa
- 2000 : Water Rats : Chen Xiao Wei
- 2000 : Something in the Air : Dr Annie Young
- 2003 : The Secret Life of Us : Chloe
- 2003 : Welcher & Welcher : Tia
- 2007 : Verrückt nach Clara : Miu

### Téléfilms
- 2008 : Mamas Flitterwochen : Mai Ling

### Films
- 1996 : Floating Life : Apple
- 1998 : Liu Awaiting Spring : Anna à l'âge de 16 ans
- 2002 : Warriors of Virtue: The Return to Tao : Amythis
- 2005 : Little Fish : Mai
- 2006 : The Book of Revelation : Vivian
- 2010 : Hippie Hippie Shake : Jenny Kee
- 2025 : Exterritorial : Joanna